# Michael Loceff
Michael Loceff (* 1952) ist ein US-amerikanischer Informatiker, Produzent und Drehbuchautor für Fernsehserien.

## Leben und Leistungen
Michael Loceff wuchs in Detroit auf. Seine Eltern heißen Ethel Katzman und Sanford Loceff. Er ist jüdischer Abstammung. Er hat die älteren Brüder Alan und Fred. Loceff studierte Mathematik und Informatik. Er absolvierte die University of Michigan als Bachelor of Science (B.S.) und die Stanford University als Master of Science (M.S.).
Ab 1984 arbeitete er als Professor am Foothill College in Los Altos Hills, im Zentrum des Silicon Valley, in Kalifornien. Im Jahr 1994 schuf er die ersten zugelassenen Online-College-Kurse in den USA. 1995 entwickelte er die Lernplattform ETUDES (Easy to Use Distance Education Software), eine Software zum Online-Unterrichten. Das Foothill College wurde dadurch zu einem der US-amerikanischen Spitzenreiter bei Online-Computer-Programmier-Klassen. Loceff unterrichtete seine Studenten am Foothill College in einem virtuellen Klassenzimmer. Die Nachfolgeversion ETUDES-NG wurde übrigens 2005 in Zusammenarbeit mit Sakai veröffentlicht. Aus Etudes Systems entstand Jamboa Learning Technologies Inc., eine Firma fürs Fernstudium. Loceff wirkte als Vorsitzender (Chairman and Chief Technology Officer) in dieser Firma, auch Joel Surnow war vom Anfang an daran beteiligt. Sie wurde Ende 2001 verkauft.
Von 1988 bis 1990 war Loceff bei Medical Computer Imaging in der Entwicklung von Softwaretechnik tätig. Von 1989 bis 1993 war er Berater für Silicon Graphics und lehrte das Betriebssystem Unix, die Programmiersprachen C und C++. 2001 gewann Loceff den Technology Leadership Award. Er beschäftigt sich auch mit Java, dem Programmieren von Windows und Macintosh, OpenGL, dem Internet und Unix.
Loceff lebt im US-Bundesstaat Washington. Im Jahr 2000 zog er in den Raum Seattle, nach Mercer Island (im Verwaltungsgebiet King County). Er pendelt mit seiner Frau Kitty zwischen Mercer Island und Kitsap County.
Joel Surnow brachte vor Jahren Loceff, der keine dahingehende Ausbildung hat, zum Schreiben für Fernsehserien. Loceff arbeitete als Special Consultant beratend für die Fernsehserie Undercover Man (Wiseguy) (1996). Er war Story Editor und verfasste als Drehbuchautor Episodenhandlungen für die dramatische Agentenserie Nikita (1997) mit Peta Wilson und Roy Dupuis. Seit 2001 produziert und schreibt er für die Actionserie 24 mit Kiefer Sutherland. Er zeigt sich bis 2007 für die Drehbücher von 36 Serienfolgen verantwortlich, produzierte 145 Folgen und war in den Funktionen des Executive Producer (ausführender Produzent), Co-Executive Producer und Supervising Producer tätig. Beide Serien wurden maßgeblich von Loceffs Cousin Joel Surnow kreiert. Ein anderer Cousin ist Don Was. Neben seinen Beiträgen zu Nikita war Loceff am Foothill College als Professor tätig. Seit dem Beginn von 24 (2001) steht seine Mitwirkung daran im Vordergrund vor der Lehrtätigkeit. Er schreibt unter anderem Dialoge für den Charakter der CTU-Agentin Chloe O'Brian.
Für 24 als beste Dramaserie gewann er 2006 einen Emmy, gemeinsam mit Joel Surnow, Robert Cochran, Kiefer Sutherland, Jon Cassar, Brad Turner und anderen. Nominiert wurde er in den Jahren 2003, 2004 und 2005 für diesen Preis. Bei den PGA Golden Laurel Awards wurde er für 24 gemeinsam mit Surnow, Cochran, Cassar und anderen 2006 und 2007 als Television Producer of the Year Award in Episodic nominiert. 2007 wurde er für 24 gemeinsam mit anderen von der Writers Guild of America für den WGA Award (TV) nominiert. 24 gewann 2004 einen Golden Globe in der Kategorie Beste Serie – Drama.

## Filmografie

### Produzent
- 2001–2007: 24 (145 Folgen)

### Drehbuchautor
- 1997: Nikita (La Femme Nikita)
- 2001–2007: 24 (36 Serienfolgen)